# Pau Malvido
Pau Malvido, pseudònim de Pau Maragall i Mira (Barcelona, 1948 - Barcelona, 21 de maig del 1994) va ser un escriptor i teòric de la contracultura barcelonina, així com també productor audiovisual. Malvido va militar en diversos col·lectius i moviments socials entre els anys seixanta, els setanta i els vuitanta. Decidí utilitzar el cognom Malvido (segon cognom de la seva àvia) per firmar els seus escrits.
Els seus articles relaten de primera mà alguns dels episodis i entorns de la contracultura barcelonina, principalment sobre la cultura hippie, rockera i freak, sobre els entorns de la cultura underground anarquista i ocupa, així com de la Formentera hippie. També relata les seves experiències sobre el consum de l'heroïna, addicció que el va portar a una mort per sobredosi l'any 1994.

## Família
Pau Malvido és fill de Jordi Maragall i Noble i net del poeta Joan Maragall i de Clara Noble. És germà de Pasqual Maragall, 127è President de la Generalitat de Catalunya, Ernest Maragall i Mira i Jordi Maragall i Mira.
També és nebot d'Ernest Maragall i Noble, Joan-Anton Maragall i Noble i Helena Maragall, cosí germà de Joan-Anton Maragall i Garriga i Julio Maragall i oncle de Cristina Maragall. És cunyat de Diana Garrigosa.

## Publicacions
L'any 2004 va ser publicat un recull d'alguns dels seus escrits i entrevistes a artistes amb el títol Nosotros los malditos, publicats amb anterioritat a la revista Star, els quals es consideren documents de referència sobre la contracultura catalana de la segona meitat del segle xx.
L'any 2010 es va realitzar el documental Morir de dia, dirigit per Laia Manresa, que gira al voltant del consum de l'heroïna a l'entorn de la contracultura catalana de finals del franquisme i durant la transició, a través de figures com la de Malvido, Mercè Pastor, Pepe Sales, Carlos Gulías i Juanjo Voltas.